# Mixcoatl Fluctus
Il Mixcoatl Fluctus è una struttura geologica della superficie di Io.